# يوري ناكامورا (ممثلة)
يوري ناكامورا (هانغل: 나카무라 유리) هي مغنية وممثلة كورية جنوبية، ولدت في 15 مارس 1982 في نياغاوا في اليابان.

## أعمال

### افلام
- معجزة (2011)

## وصلات خارجية
- الموقع الرسمي
- يوري ناكامورا على موقع IMDb (الإنجليزية)
- يوري ناكامورا على موقع ألو سيني (الفرنسية)
- يوري ناكامورا على موقع ميوزك برينز (الإنجليزية)
- يوري ناكامورا على موقع أول موفي (الإنجليزية)
- يوري ناكامورا على موقع قاعدة بيانات الفيلم (الإنجليزية)
- يوري ناكامورا على موقع كينوبويسك (الروسية)